# Сулать
Су́лать (Сулоть) — река в России, на севере Московской области. Устье реки находится в 105 км по правому берегу реки Дубны. Длина реки — 23 км.
Исток Сулати расположен в торфяных болотах близ границы Московской и Ярославской областей в 3 километрах к западу от посёлка Кубринск. Река течёт на запад по заболоченной местности, пересекает ряд ирригационных каналов торфоразработок. За два километра до впадения в Дубну протекает через озеро Заболотское. Крупнейший приток — Пихта, впадающий справа в Заболотское озеро.
По данным Государственного водного реестра России, относится к Верхневолжскому бассейновому округу. Речной бассейн — (Верхняя) Волга до Куйбышевского водохранилища (без бассейна Оки), речной подбассейн — бассейны притоков (Верхней) Волги до Рыбинского водохранилища, водохозяйственный участок — Волга от Иваньковского гидроузла до Угличского гидроузла (Угличское водохранилище).

## Притоки
(расстояние от устья)
- 3,2 км: река Пихта (п)
- 15 км: река Сухмань (п)
- 17 км: река Ильменка (п)
- 20 км: река Курга (л)